# Ehi amico... c'è Sabata. Hai chiuso!
Ehi amico... c'è Sabata. Hai chiuso! è un film western all'italiana del 1969, diretto da Gianfranco Parolini. Nel 1971 il film ebbe un seguito, È tornato Sabata... hai chiuso un'altra volta!.

## Trama
Mentre il pistolero Sabata giunge a Daugherty City, dall'altra parte della città sta avvenendo una ben organizzata rapina. Appena si scopre il fatto, Sabata decide di partire all'inseguimento dei banditi e da solo, grazie al suo fucile dalla lunga gittata, uccide tutti i banditi e recupera la cassaforte contenente ben 100 000 dollari.
Dopo aver scoperto i veri organizzatori della rapina, personaggi illustri e importanti della città, Sabata decide di ricattarli. I minacciati però, temendo di non liberarsi mai dei ricatti del pistolero, tentano innumerevoli volte di eliminarlo assoldando sicari e tendendogli imboscate, ma Sabata grazie a numerosi trucchetti e a due amici, riesce sempre a salvarsi. Alla fine arrivano a corrompere persino un suo vecchio amico, Banjo, promettendogli 100 000 dollari di ricompensa per il cadavere di Sabata.
Sabata, trovandosi tutta la città contro per il disordine che ha causato e capendo che non avrebbe mai ricevuto tutti quei soldi per il suo silenzio, finge di venire sconfitto a duello contro Banjo, il quale riceve la ricompensa e parte via col "cadavere" dell'amico. Banjo però, preso dalla smania del denaro cerca di fuggire ma Sabata lo ferma, lo disarma, e per il suo tradimento non divide più con lui la taglia per la sua finta morte, ma gli lascia soltanto i pochi dollari ricevuti di ricompensa per aver salvato la cassaforte.

## Curiosità
- Come spesso succedeva negli spaghetti western, il nome di Sabata, il protagonista di questo lungometraggio, venne utilizzato molte volte anche al di fuori della trilogia ufficiale per altri film, come Arriva Sabata!..., un espediente utilizzato per attirare gente ai botteghini.
- Il film dà anche i natali a Banjo, pistolero così chiamato perché non si separa mai dal suo banjo. Solo quando sarà implicato in una sparatoria si capirà il perché: all'interno della cassa di risonanza infatti vi è inserito un fucile che il pistolero adopera con incredibile maestria.